# Eburodacrys fortunata
Eburodacrys fortunata là một loài bọ cánh cứng trong họ Cerambycidae.